# Monumentul funerar Nicolae Seceleanu
Monumentul funerar Nicolae Seceleanu este un monument istoric, cod LMI BZ-IV-m-B-02505, realizat de Frederic Storck, care se află în Cimitirul Dumbrava, Buzău, România.

## Descriere

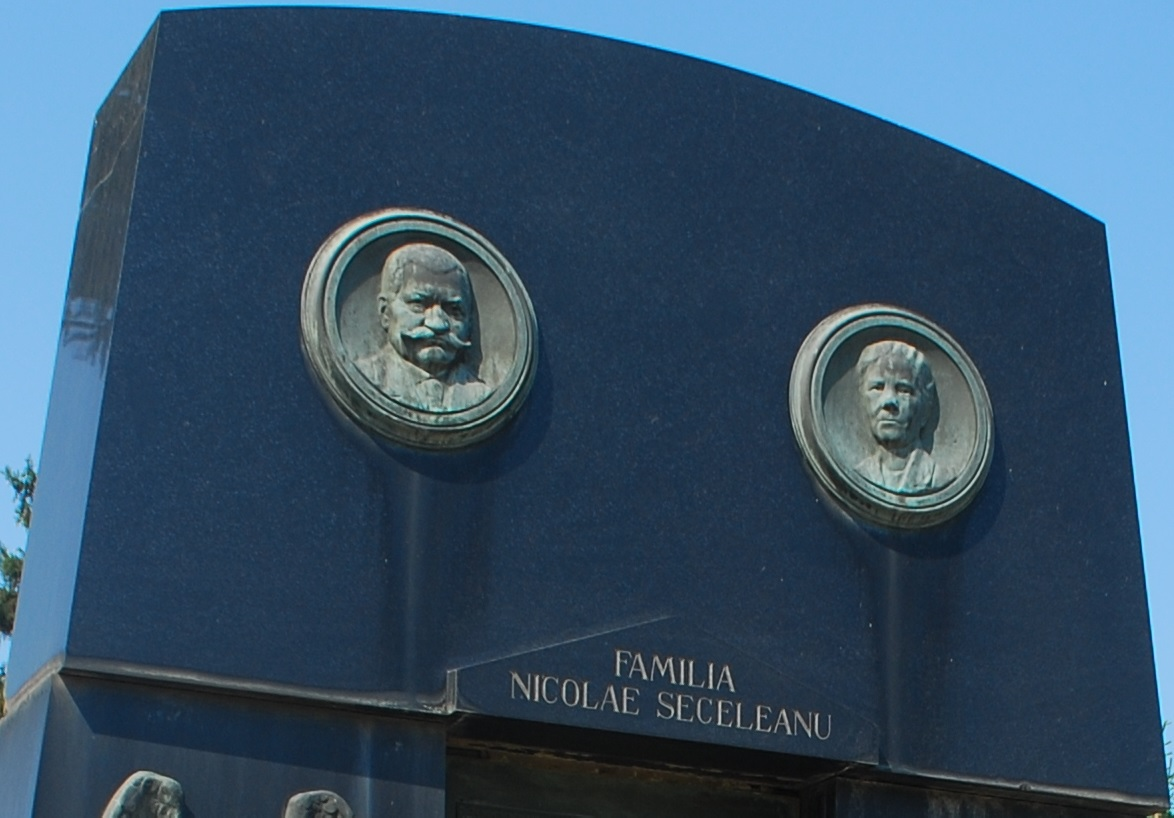
Frontispiciul Monumentului funerar Familia Nicolae Seceleanu.

Monumentul funerar Familia Nicolae Seceleanu datează din 1911 și constă dintr-un cavou de marmură neagră. Pe cavou sunt reprezentate Geniile Morții, personaje din lăcașul lui Hades ilustrate și pe fațada Palatului familiei de Medici din Florența. Aplicele de pe cavoul Familiei Nicolae Seceleanu a fost realizat de Frederic Storck, artist care a contribuit și la înfrumusețarea Palatului de Justiție și a Ateneului Român din București. Familiei Seceleanu i-a aparținut de asemenea și casa cu același nume.
Mormântul, în care se odihnește și Eliza Stănescu (Seceleanu), se află în Cimitirul Dumbrava, Buzău, România, pe Aleea Constantin Brâncuși, aproximativ o sută de metri înnainte de Monumentul funerar Petre Stănescu realizat de Constantin Brâncuși.